# Долна Бавария (херцогство)
Херцогство Долна Бавария (на немски: Herzogtum Niederbayern) е късно средновековно частично-херцогство. Съществува от 1255 до 1340 г. Създава се през 1255 г. при първото разделяне на Херцогство Бавария на Долна Бавария и Херцогство Горна Бавария. През 1340 г., когато след смъртта на Йохан I, двете херцогства Долна- и Горна Бавария са обединени от император Лудвиг IV Баварски.
През 1349 г. Бавария се дели отново чрез Ландсбергския договор в Страубинг-Холандия (Херцогство Бавария-Страубинг), Горна Бавария и Херцогство Бавария-Ландсхут (Долна Бавария-Ландсхут) между шестте синове на Лудвиг IV.
Долна Бавария е разделена през 1353 г. в Регенсбургския договор от Стефан I за синовете му. На Стефан II той дава Баварско-Ландсхутското херцогство, a на Вилхелм I и Албрехт I – Баварско-Страубинското херцогство.

## Списък на херцозите на Долна Бавария
| Име              | Управление                                                                       | Произход                |
| ---------------- | -------------------------------------------------------------------------------- | ----------------------- |
| Хайнрих XIII (I) | 1253 – 1255 херцог на Бавария, 1255 – 1290 херцог на Долна Бавария               | син на Ото II           |
| Ото III          | 1290 – 1312 херцог на Долна Бавария, 1305 – 1307 крал на Унгария                 | син на Хайнрих XIII (I) |
| Лудвиг III       | 1290 – 1296 херцог на Долна Бавария                                              | син на Хайнрих XIII (I) |
| Стефан I         | 1290 – 1310 херцог на Долна Бавария                                              | син на Хайнрих XIII (I) |
| Хайнрих XIV (II) | 1310 – 1339 херцог на Долна Бавария, до 1312 под регентството на Лудвиг Бавареца | син на Стефан I         |
| Ото IV           | 1310 – 1334 херцог на Долна Бавария                                              | син на Стефан I         |
| Хайнрих XV (III) | 1312 – 1333 херцог на Долна Бавария                                              | син на Ото III          |
| Йохан I          | 1339 – 1340 херцог на Долна Бавария                                              | син на Хайнрих XIV (II) |